# Lijst van Hyperoliidae
Onderstaand een lijst van alle soorten kikkers uit de familie rietkikkers (Hyperoliidae). De lijst is gebaseerd op Amphibian Species of the World.
- Soort Acanthixalus sonjae
- Soort Acanthixalus spinosus
- Soort Afrixalus quadrivittatus
- Soort Afrixalus aureus
- Soort Afrixalus clarkei
- Soort Afrixalus crotalus
- Soort Afrixalus delicatus
- Soort Afrixalus dorsalis
- Soort Afrixalus dorsimaculatus
- Soort Afrixalus enseticola
- Soort Afrixalus equatorialis
- Soort Afrixalus fornasini
- Soort Afrixalus fulvovittatus
- Soort Afrixalus knysnae
- Soort Afrixalus lacteus
- Soort Afrixalus laevis
- Soort Afrixalus leucostictus
- Soort Afrixalus lindholmi
- Soort Afrixalus morerei
- Soort Afrixalus nigeriensis
- Soort Afrixalus orophilus
- Soort Afrixalus osorioi
- Soort Afrixalus paradorsalis
- Soort Afrixalus quadrivittatus
- Soort Afrixalus schneideri
- Soort Afrixalus spinifrons
- Soort Afrixalus stuhlmanni
- Soort Afrixalus uluguruensis
- Soort Afrixalus upembae
- Soort Afrixalus vibekensis
- Soort Afrixalus vittiger
- Soort Afrixalus weidholzi
- Soort Afrixalus wittei
- Soort Alexteroon hypsiphonus
- Soort Alexteroon jynx
- Soort Alexteroon obstetricans
- Soort Arlequinus krebsi
- Soort Callixalus pictus
- Soort Chrysobatrachus cupreonitens
- Soort Cryptothylax greshoffii
- Soort Cryptothylax minutus
- Soort Heterixalus alboguttatus
- Soort Heterixalus andrakata
- Soort Heterixalus betsileo
- Soort Heterixalus boettgeri
- Soort Heterixalus carbonei
- Soort Heterixalus luteostriatus
- Soort Heterixalus madagascariensis
- Soort Heterixalus punctatus
- Soort Heterixalus rutenbergi
- Soort Heterixalus tricolor
- Soort Heterixalus variabilis
- Soort Hyperolius acuticephalus
- Soort Hyperolius acuticeps
- Soort Hyperolius acutirostris
- Soort Hyperolius ademetzi
- Soort Hyperolius adspersus
- Soort Hyperolius albofrenatus
- Soort Hyperolius argus
- Soort Hyperolius atrigularis
- Soort Hyperolius balfouri
- Soort Hyperolius baumanni
- Soort Hyperolius benguellensis
- Soort Hyperolius bicolor
- Soort Hyperolius bobirensis
- Soort Hyperolius bocagei
- Soort Hyperolius bolifambae
- Soort Hyperolius bopeleti
- Soort Hyperolius brachiofasciatus
- Soort Hyperolius camerunensis
- Soort Hyperolius castaneus
- Soort Hyperolius chelaensis
- Soort Hyperolius chlorosteus
- Soort Hyperolius chrysogaster
- Soort Hyperolius cinereus
- Soort Hyperolius cinnamomeoventris
- Soort Hyperolius concolor
- Soort Hyperolius cystocandicans
- Soort Hyperolius diaphanus
- Soort Hyperolius discodactylus
- Soort Hyperolius endjami
- Soort Hyperolius fasciatus
- Soort Hyperolius ferreirai
- Soort Hyperolius ferrugineus
- Soort Hyperolius frontalis
- Soort Hyperolius fuscigula
- Soort Hyperolius fusciventris
- Soort Hyperolius ghesquieri
- Soort Hyperolius glandicolor
- Soort Hyperolius gularis
- Soort Hyperolius guttulatus
- Soort Hyperolius horstockii
- Soort Hyperolius houyi
- Soort Hyperolius hutsebauti
- Soort Hyperolius igbettensis
- Soort Hyperolius inornatus
- Soort Hyperolius jackie
- Soort Hyperolius kachalolae
- Soort Hyperolius kibarae
- Soort Hyperolius kihangensis
- Soort Hyperolius kivuensis
- Soort Hyperolius koehleri
- Soort Hyperolius kuligae
- Soort Hyperolius lamottei
- Soort Hyperolius langi
- Soort Hyperolius lateralis
- Soort Hyperolius laticeps
- Soort Hyperolius laurenti
- Soort Hyperolius leleupi
- Soort Hyperolius leucotaenius
- Soort Hyperolius lucani
- Soort Hyperolius maestus
- Soort Hyperolius major
- Soort Hyperolius marginatus
- Soort Hyperolius mariae
- Soort Hyperolius marmoratus
- Soort Hyperolius minutissimus
- Soort Hyperolius mitchelli
- Soort Hyperolius molleri
- Soort Hyperolius montanus
- Soort Hyperolius mosaicus
- Soort Hyperolius nasicus
- Soort Hyperolius nasutus
- Soort Hyperolius nienokouensis
- Soort Hyperolius nimbae
- Soort Hyperolius nitidulus
- Soort Hyperolius obscurus
- Soort Hyperolius occidentalis
- Soort Hyperolius ocellatus
- Soort Hyperolius parallelus
- Soort Hyperolius pardalis
- Soort Hyperolius parkeri
- Soort Hyperolius phantasticus
- Soort Hyperolius pickersgilli
- Soort Hyperolius picturatus
- Soort Hyperolius pictus
- Soort Hyperolius platyceps
- Soort Hyperolius polli
- Soort Hyperolius polystictus
- Soort Hyperolius poweri
- Soort Hyperolius protchei
- Soort Hyperolius pseudargus
- Soort Hyperolius puncticulatus
- Soort Hyperolius punctulatus
- Soort Hyperolius pusillus
- Soort Hyperolius pustulifer
- Soort Hyperolius pyrrhodictyon
- Soort Hyperolius quadratomaculatus
- Soort Hyperolius quinquevittatus
- Soort Hyperolius rhizophilus
- Soort Hyperolius rhodesianus
- Soort Hyperolius riggenbachi
- Soort Hyperolius robustus
- Soort Hyperolius rubrovermiculatus
- Soort Hyperolius sankuruensis
- Soort Hyperolius schoutedeni
- Soort Hyperolius seabrai
- Soort Hyperolius semidiscus
- Soort Hyperolius sheldricki
- Soort Hyperolius soror
- Soort Hyperolius spatzi
- Soort Hyperolius spinigularis
- Soort Hyperolius steindachneri
- Soort Hyperolius stenodactylus
- Soort Hyperolius substriatus
- Soort Hyperolius swynnertoni
- Soort Hyperolius sylvaticus
- Soort Hyperolius tanneri
- Soort Hyperolius thomensis
- Soort Hyperolius thoracotuberculatus
- Soort Hyperolius tornieri
- Soort Hyperolius torrentis
- Soort Hyperolius tuberculatus
- Soort Hyperolius tuberilinguis
- Soort Hyperolius veithi
- Soort Hyperolius vilhenai
- Soort Hyperolius viridiflavus
- Soort Hyperolius viridigulosus
- Soort Hyperolius viridis
- Soort Hyperolius watsonae
- Soort Hyperolius wermuthi
- Soort Hyperolius xenorhinus
- Soort Hyperolius zonatus
- Soort Kassina arboricola
- Soort Kassina cassinoides
- Soort Kassina cochranae
- Soort Kassina decorata
- Soort Kassina fusca
- Soort Kassina jozani
- Soort Kassina kuvangensis
- Soort Kassina lamottei
- Soort Kassina maculata
- Soort Kassina maculifer
- Soort Kassina maculosa
- Soort Kassina mertensi
- Soort Kassina schioetzi
- Soort Kassina senegalensis
- Soort Kassina somalica
- Soort Kassina wazae
- Soort Kassinula wittei
- Soort Morerella cyanophthalma
- Soort Opisthothylax immaculatus
- Soort Paracassina kounhiensis
- Soort Paracassina obscura
- Soort Phlyctimantis boulengeri
- Soort Phlyctimantis keithae
- Soort Phlyctimantis leonardi
- Soort Phlyctimantis verrucosus
- Soort Semnodactylus wealii
- Soort Tachycnemis seychellensis